# Herrscher der Meere
Herrscher der Meere ist ein US-amerikanischer Abenteuerfilm aus dem Jahr 1939. Frank Lloyd, der den Film für Paramount Pictures inszenierte, orientierte sich an der Reise der Savannah, dem ersten Dampfschiff, das 1819 den Atlantischen Ozean überquerte.

## Handlung
Schottland im 19. Jahrhundert. David Gillespie, Steuermann an Bord des Schoners Falcon, quittiert seinen Dienst. Der Grund ist die Brutalität des Kapitäns Oliver gegenüber seinen Matrosen. Oliver hat den Tod von zwei Seeleuten zu verantworten. In einer Kneipe begegnet Gillespie dem Ingenieur John Shaw. Gillespie ist von Shaws Idee eines neuartigen Dampfschiffes begeistert und verbringt von nun an Tag und Nacht mit dem Ingenieur, um ein Modell zu bauen. Shaws Tochter Mary protestiert gegen die Arbeitswut ihres Vaters.
Das Modell wird zu Ende gebracht. Mit den Planskizzen macht sich Gillespie auf den Weg nach London, um dort einen Finanzier zu finden. Gillespie hat keinen Erfolg, seine Geldmittel gehen zur Neige. Er trifft auf Junius Smith, einen Reeder, der mit verderblicher Ware handelt. Smith ist von der Idee begeistert und engagiert Gillespie und Shaw. Eines Nachts kommt es zu einem Unfall. Der betrunkene Shaw setzt versehentlich die Dampfmaschine in Brand. Die Arbeit ist um mehrere Monate zurückgeworfen. Der von der Royal Navy ausgelobte Preis für die erste Atlantiküberquerung scheint wegen der aufkommenden Konkurrenz in weiter Ferne. Smith ersteht die Dog Star, ein Dampfschiff mit einer veralteten Technik. Gillespie und Shaw sollen die alte Dampfmaschine umbauen.
Mit Mary als Stewardess läuft die Dog Star zu ihrer ersten Fahrt aus. Gillespies Traum, als Kapitän das Schiff zu leiten, wird von der Royal Navy zerstört, die darauf besteht, ihren eigenen Kapitän einzusetzen. Gillespie begnügt sich damit, als Maschinist mit Shaw im Maschinenraum zu arbeiten. Während der Fahrt kommen sich Mary und Gillespie näher. Sie wollen nach der Reise heiraten. Die Seereise läuft reibungslos, bis ein Rohr explodiert. Shaw wird bei dem Unfall schwer verletzt. Trotz aller Widrigkeiten kann das Rohr repariert werden. Die Dog Star erreicht New York in der vorgegebenen Zeit. Der sterbende Shaw erteilt dem Paar seinen Segen und bittet Gillespie, seine Träume zu verwirklichen.

## Kritik
Das Lexikon des internationalen Films bezeichnete den Film als "ein routiniert inszenierter Abenteuerfilm, der geschickt Spannung mit Komik verbindet."
Frank S. Nugent von der New York Times schrieb, Frank Lloyd feiere den Sieg des Dampfes über die Segel in einem ansehnlichen Film. Er sei gut anzuschauen. Die Hintergründe seien klar, die Schauspieler erfahren.

## Hintergrund
Der Film wurde am 8. November 1939 in New York uraufgeführt. In Deutschland wurde er erstmals am 6. Dezember 1980 im deutschen Fernsehen in einer Ausstrahlung der ARD gezeigt.
Szenenbildner des Films waren Hans Dreier und John B. Goodman. Für die Spezialeffekte sorgten Farciot Edouard und Gordon Jennings.